# Razia de Menorca (1558)
En julio de 1558, los otomanos completaron la razia de Menorca, saqueando la capital de la isla, Ciudadela de Menorca, y capturando miles de esclavos, llevados a Constantinopla.

## Contexto
Los otomanos ya habían atacado las Baleares en numerosas ocasiones, como en la razia otomana de 1501. Posteriormente, se produjeron los saqueos de Pollensa (en 1531 y 1550), el de Mahón en 1535, Alcudia (1551), Valdemosa (1552), Andrach (1553) y Sóller (1561). Los ataques otomanos sólo disminuyeron tras la batalla de Lepanto en 1571, aunque continuaron hasta el siglo XVII.
El 30 de diciembre de 1557, Enrique II de Francia, que estaba en conflicto con los Habsburgo en la guerra italiana de 1551-1559, por lo que escribió una carta a Solimán el Magnífico pidiéndole dinero, salitre y 150 galeras para estacionar en Occidente. Gracias a los servicios de su embajador Jean Cavenac de la Vigne, Enrique II consiguió el envío de una flota otomana en 1558.
Solimán envió su flota como distracción para ayudar a sus aliados franceses contra los Habsburgo. La armada otomana partió de Constantinopla en abril de 1558. El 13 de junio de 1558, la flota otomana asoló Italia, con escasos resultados, salvo el saqueo de Sorrento, entonces parte de las posesiones de España en el sur de Italia, donde tomaron 3000 cautivos.

## Razia
La flota puso entonces rumbo a Baleares. La fuerza otomana constaba de 15000 soldados en 150 buques de guerra. Los otomanos, tras ver repelido su ataque sobre Mahón, desembarcaron el 30 de junio e iniciaron a continuación el sitio sobre Ciudadela de Menorca, que sólo contaba con una guarnición de 40 soldados.
El 9 de julio de 1558, los otomanos al mando de Pialí Bajá y Dragut Rais, capturaron finalmente la ciudad y la diezmaron. Tras la caída de Ciudadela, la ciudad fue devastada y la población esclavizada. La totalidad de los 3099 habitantes de Ciudadela que sobrevivieron al asedio fueron vendidos como esclavos en el Imperio otomano, junto con la gente de los pueblos de los alrededores. En total, 3452 menorquines fueron vendidos en los mercados de esclavos de Constantinopla. Ciudadela quedó deshabitada y Menorca perdió unos 5000 habitantes.
En el siglo XIX, Josep Quadrado erigió un obelisco (obelisco de Ciudadela) en la plaza del Born en recuerdo de la ofensiva, con la siguiente inscripción:

Aquí luchamos hasta la muerte por nuestra religión y nuestra patria en el año 1558

El 9 de julio de cada año tiene lugar en Ciudadela una conmemoración en recuerdo del «Any de sa Desgràcia», o «Año de la Desgracia».